# Cerkiew św. Sergiusza z Radoneża w Rybaczim
Cerkiew pod wezwaniem św. Sergiusza z Radoneża – prawosławna cerkiew parafialna w Rybaczim, w dekanacie nadmorskim eparchii kaliningradzkiej Rosyjskiego Kościoła Prawosławnego.

## Położenie
Cerkiew znajduje się przy ulicy Gagarina.

## Opis

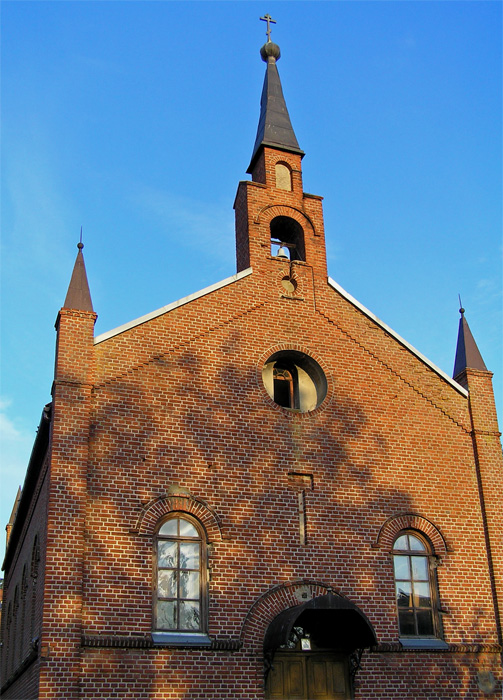
Cerkiew od frontu

Dawny kościół luterański, wzniesiony w latach 1872–1873 w formie pseudoromańskiej bazyliki z półkolistą apsydą. Budowniczym obiektu był architekt Tischler, który zrealizował projekt zmarłego wcześniej Friedricha Augusta Stülera. Część wyposażenia sprowadzono z innych kościołów. Obok świątyni zbudowano plebanię (obecnie w jej budynku mieści się hotel). Ostatnie nabożeństwo luterańskie w Rossitten odprawiono 4 lutego 1945 r.
W okresie przynależności miejscowości do ZSRR w budynku kościelnym urządzono młyn, a później punkt naprawy sieci rybackich. W 1991 r. obiekt przeznaczono na cerkiew prawosławną, w związku z czym dokonano przebudowy wnętrza (m.in. zbudowano emporę i wstawiono ikonostas). Poświęcenia – pod wezwaniem św. Sergiusza z Radoneża – dokonał 8 października 1992 r. metropolita smoleński i kaliningradzki Cyryl.
Celem upamiętnienia darczyńców (w tym dawnych mieszkańców Rossitten) wspomagających renowację świątyni, w sąsiedztwie cerkwi ustawiono żelazny krzyż wykonany przez litewskiego artystę Eduardasa Jonušasa. W 2010 r. krzyż został przeniesiony na dawny cmentarz ewangelicki w Rybaczim.
Decyzją władz obwodu królewieckiego z 23 marca 2007 r. cerkiew zyskała status zabytku kulturowego o znaczeniu regionalnym.